# Chrysolina rhodia
Chrysolina rhodia es un coleóptero de la familia Chrysomelidae.
Fue descrita científicamente en 1950 por Bechyné.